# International Test of English Proficiency

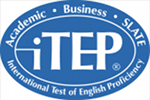
iTEP logo

El Examen Internacional de Competencia en Inglés, o iTEP (International Test of English Proficiency), es una evaluación lingüística que evalúa las habilidades en inglés de personas que no son angloparlantes nativos. Este examen de inglés es uno de los más extensivamente usados del mundo. El examen tiene el apoyo de más de 600 instituciones incluyendo el sistema de Universidad Estatal de California. El examen está disponible en más de 30 países, y también se lo utiliza entre negocios, y gobiernos como Arabia Saudí, Colombia, and México para iniciativas de gran escala.
iTEP es una marca registrada de Boston Educational Services, iniciada en 2002 por los dos cofundadores Perry Akins, el primer presidente de ELS Language Centers, y su socio Sharif Ossayran. El lanzamiento del primer examen ocurrió en 2008.

## Formatos
iTEP Core es un examen por medio de la Red que dura 50 minutos y evalúa la lectura, la audiometría, y la gramática. Los exámenes de iTEP Plus duran 90 minutos y además evalúan la escritura y el habla, lo cual requiere que el candidato produce una muestra de escritura y habla. Los resultados de iTEP Core están disponibles instantáneamente y los resultados de iTEP Plus llegan dentro de cinco días laborales. El precio del examen este $89USD y se puede programar dentro de tres días, haciéndolo una de las opciones más flexibles y económicas entre sus competidores, que incluye TOEFL y IELTS.
Hay tres versiones de iTEP:
iTEP Academic se utiliza entre las universidades y cursos intensivos de inglés.
iTEP Business evalúa las habilidades en inglés necesarias para el ámbito laboral. Se utiliza entre empresas para seleccionar candidatos, tomar decisiones de ascensos y tareas, y evaluar los cursos internos de inglés.
iTEP SLATE evalúa alumnos de escuelas secundarias, preparatorias, e internados.

## Resultados
iTEP evalúa individuos por una escala del 0 al 6 (con intervalos a 0.5) para cada sección del examen, además del resultado total/conjunto. Cada nivel tiene un equivalente en los otros exámenes de competencia lingüística.